# 보성우체국
보성우체국(寶城郵遞局)은 과학기술정보통신부 우정사업본부 전남지방우정청 소속의 우편물 취급기관이다. 전라남도 보성군 보성읍 동산길 9(보성리 834)에 있다.

## 연혁
- 1898년 6월 1일 : 보성임시우체사 설치[1]
- 1905년 6월 6일 : 보성임시우체소 설치[2]
- 1906년 12월 10일 : 보성우체소로 개칭[3]
- 1910년 3월 31일 : 벌교우편소 설치[4]
- 1910년 10월 20일 : 보성우체소 폐지[5]
- 1910년 10월 21일 : 보성우편소로 개소[6]
- 1929년 3월 26일 : 조성원우편소 설치[7]
- 1933년 3월 6일 : 복내우편소 설치[8]
- 1941년 2월 1일 : 벌교우편소를 벌교우편국으로, 보성우편소를 보성우편국으로, 복내우편소를 복내우편국으로, 조성원우편소를 조성원우편국으로 개칭[9]
- 1949년 8월 13일 : 벌교우편국을 벌교우체국으로, 보성우편국을 보성우체국으로, 복내우편국을 복내우체국으로, 조성원우편국을 조성원우체국으로 명칭 변경[10]
- 1962년 5월 16일 : 회천우체국 별정우체국 개국[11]
- 1962년 6월 30일 : 예당우체국 별정우체국 개국[12]
- 1963년 9월 21일 : 복내우체국 개국[13]
- 1963년 12월 15일 : 율어우체국 별정우체국 개국
- 1964년 11월 10일 : 문덕우체국 별정우체국 개국[14]
- 1964년 12월 10일 : 겸백우체국 별정우체국 개국[15]
- 1966년 12월 31일 : 미력우체국 별정우체국, 웅치우체국 별정우체국 개국[16], 보성우체국 노동분국 개국[17]
- 1985년 12월 30일 : 보성고읍우편취급소, 보성척령우편취급소 신설[18]
- 1987년 12월 30일 : 보성학동리우편취급소 신설[19]
- 1988년 12월 31일 : 조성원우체국을 보성조성우체국으로 명칭 변경[20]
- 1991년 1월 10일 : 벌교우체국이 5급국으로 승격[21]
- 1991년 10월 15일 : 보성득량우체국 개국[22]
- 1993년 8월 25일 : 보성척령우편취급소 폐국[23]
- 2006년 1월 2일 : 보성득량우체국 폐국[24]
- 2021년 5월 31일 : 미력우체국 별정우체국 지정 해지[25]
- 2021년 6월 1일 : 보성미력우편취급국 설치[26]

## 관할 우체국
| 우체국명             | 사진 | 주소                                            | 비고                                        |
| -------------------- | ---- | ----------------------------------------------- | ------------------------------------------- |
| 겸백우체국           |      | 전라남도 보성군 겸백면 충의로 2472 (석호리)     | 별정우체국                                  |
| 노동우체국           |      | 전라남도 보성군 노동면 광곡길 16 (광곡리)       |                                             |
| 문덕우체국           |      | 전라남도 보성군 문덕면 장운길 46 (운곡리)       | 별정우체국                                  |
| 미력우체국           |      | 전라남도 보성군 미력면 우봉길 3 (도개리)        | 별정우체국                                  |
| 벌교우체국           |      | 전라남도 보성군 벌교읍 채동선로 217 (벌교리)    |                                             |
| 보성고읍우편취급소   |      | 전라남도 보성군 벌교읍 고읍리                   | 1985년 12월 30일 신설                       |
| 보성득량우체국       |      | 전라남도 보성군 득량면 오봉리 888-2             | 1991년 10월 15일 신설 2006년 1월 2일 폐국   |
| 보성미력우편취급국   |      | 전라남도 보성군 미력면 우봉길 3 (도개리)        | 2021년 6월 1일 신설                         |
| 보성조성우체국       |      | 전라남도 보성군 조성면 조성로 127 (조성리)      | 1988년 12월 31일 조성원우체국에서 명칭 변경 |
| 보성척령우편취급소   |      | 전라남도 보성군 벌교읍 척령리                   | 1985년 12월 30일 신설 1993년 8월 25일 폐국  |
| 보성학동리우편취급소 |      | 전라남도 보성군 노동면 학동리                   |                                             |
| 복내우체국           |      | 전라남도 보성군 복내면 개기로 1658 (복내리)     |                                             |
| 예당우체국           |      | 전라남도 보성군 득량면 예당역전길 11 (예당리)   |                                             |
| 웅치우체국           |      | 전라남도 보성군 웅치면 일림로 1012 (중산리)     |                                             |
| 율어우체국           |      | 전라남도 보성군 율어면 율어로 552-1 (문양리)    |                                             |
| 회천우체국           |      | 전라남도 보성군 회천면 남부관광로 2293 (율포리) |                                             |